# Birkózás a 2016. évi nyári olimpiai játékokon
A 2016. évi nyári olimpiai játékokon a birkózásban 18 kategóriában avattak olimpiai bajnokot. A versenyszámokat augusztus 14. és 21. között rendezték. A nőknél 6 szabadfogású kategória volt, a férfiaknál 6 szabad-, és 6 kötöttfogású.

## Összesített éremtáblázat
| A 2016. évi nyári olimpiai játékok éremtáblázata birkózásban | A 2016. évi nyári olimpiai játékok éremtáblázata birkózásban | A 2016. évi nyári olimpiai játékok éremtáblázata birkózásban | A 2016. évi nyári olimpiai játékok éremtáblázata birkózásban | A 2016. évi nyári olimpiai játékok éremtáblázata birkózásban | Olimpia  |
| ------------------------------------------------------------ | ------------------------------------------------------------ | ------------------------------------------------------------ | ------------------------------------------------------------ | ------------------------------------------------------------ | -------- |
|                                                              | Ország                                                       | Arany                                                        | Ezüst                                                        | Bronz                                                        | Összesen |
| 1.                                                           | Oroszország (RUS)                                            | 4                                                            | 3                                                            | 2                                                            | 9        |
| 2.                                                           | Japán (JPN)                                                  | 4                                                            | 3                                                            | 0                                                            | 7        |
| 3.                                                           | Kuba (CUB)                                                   | 2                                                            | 1                                                            | 0                                                            | 3        |
| 4.                                                           | Egyesült Államok (USA)                                       | 2                                                            | 0                                                            | 1                                                            | 3        |
| 5.                                                           | Törökország (TUR)                                            | 1                                                            | 2                                                            | 2                                                            | 5        |
| 6.                                                           | Irán (IRI)                                                   | 1                                                            | 1                                                            | 3                                                            | 5        |
| 7.                                                           | Örményország (ARM)                                           | 1                                                            | 1                                                            | 0                                                            | 2        |
| 8.                                                           | Grúzia (GEO)                                                 | 1                                                            | 0                                                            | 2                                                            | 3        |
| 9.                                                           | Kanada (CAN)                                                 | 1                                                            | 0                                                            | 0                                                            | 1        |
| 9.                                                           | Szerbia (SRB)                                                | 1                                                            | 0                                                            | 0                                                            | 1        |
|                                                              |                                                              |                                                              |                                                              |                                                              |          |
| 11.                                                          | Azerbajdzsán (AZE)                                           | 0                                                            | 3                                                            | 6                                                            | 9        |
| 12.                                                          | Fehéroroszország (BLR)                                       | 0                                                            | 1                                                            | 2                                                            | 3        |
| 12.                                                          | Kazahsztán (KAZ)                                             | 0                                                            | 1                                                            | 2                                                            | 3        |
| 14.                                                          | Dánia (DEN)                                                  | 0                                                            | 1                                                            | 0                                                            | 1        |
| 14.                                                          | Ukrajna (UKR)                                                | 0                                                            | 1                                                            | 0                                                            | 1        |
|                                                              |                                                              |                                                              |                                                              |                                                              |          |
| 16.                                                          | Üzbegisztán (UZB)                                            | 0                                                            | 0                                                            | 3                                                            | 3        |
| 17.                                                          | Kína (CHN)                                                   | 0                                                            | 0                                                            | 2                                                            | 2        |
| 17.                                                          | Svédország (SWE)                                             | 0                                                            | 0                                                            | 2                                                            | 2        |
| 19.                                                          | Bulgária (BUL)                                               | 0                                                            | 0                                                            | 1                                                            | 1        |
| 19.                                                          | Dél-Korea (KOR)                                              | 0                                                            | 0                                                            | 1                                                            | 1        |
| 19.                                                          | India (IND)                                                  | 0                                                            | 0                                                            | 1                                                            | 1        |
| 19.                                                          | Lengyelország (POL)                                          | 0                                                            | 0                                                            | 1                                                            | 1        |
| 19.                                                          | Németország (GER)                                            | 0                                                            | 0                                                            | 1                                                            | 1        |
| 19.                                                          | Norvégia (NOR)                                               | 0                                                            | 0                                                            | 1                                                            | 1        |
| 19.                                                          | Olaszország (ITA)                                            | 0                                                            | 0                                                            | 1                                                            | 1        |
| 19.                                                          | Románia (ROU)                                                | 0                                                            | 0                                                            | 1                                                            | 1        |
| 19.                                                          | Tunézia (TUN)                                                | 0                                                            | 0                                                            | 1                                                            | 1        |
|                                                              |                                                              |                                                              |                                                              |                                                              |          |
| Összesen                                                     | Összesen                                                     | 18                                                           | 18                                                           | 36                                                           | 72       |

## Férfi

### Éremtáblázat
| A 2016. évi nyári olimpiai játékok éremtáblázata férfi birkózásban | A 2016. évi nyári olimpiai játékok éremtáblázata férfi birkózásban | A 2016. évi nyári olimpiai játékok éremtáblázata férfi birkózásban | A 2016. évi nyári olimpiai játékok éremtáblázata férfi birkózásban | A 2016. évi nyári olimpiai játékok éremtáblázata férfi birkózásban | Olimpia  |
| ------------------------------------------------------------------ | ------------------------------------------------------------------ | ------------------------------------------------------------------ | ------------------------------------------------------------------ | ------------------------------------------------------------------ | -------- |
|                                                                    | Ország                                                             | Arany                                                              | Ezüst                                                              | Bronz                                                              | Összesen |
| 1.                                                                 | Oroszország (RUS)                                                  | 4                                                                  | 1                                                                  | 1                                                                  | 6        |
| 2.                                                                 | Kuba (CUB)                                                         | 2                                                                  | 1                                                                  | 0                                                                  | 3        |
| 3.                                                                 | Törökország (TUR)                                                  | 1                                                                  | 2                                                                  | 2                                                                  | 5        |
| 4.                                                                 | Irán (IRI)                                                         | 1                                                                  | 1                                                                  | 3                                                                  | 5        |
| 5.                                                                 | Örményország (ARM)                                                 | 1                                                                  | 1                                                                  | 0                                                                  | 2        |
| 6.                                                                 | Grúzia (GEO)                                                       | 1                                                                  | 0                                                                  | 2                                                                  | 3        |
| 7.                                                                 | Egyesült Államok (USA)                                             | 1                                                                  | 0                                                                  | 1                                                                  | 2        |
| 8.                                                                 | Szerbia (SRB)                                                      | 1                                                                  | 0                                                                  | 0                                                                  | 1        |
|                                                                    |                                                                    |                                                                    |                                                                    |                                                                    |          |
| 9.                                                                 | Azerbajdzsán (AZE)                                                 | 0                                                                  | 2                                                                  | 5                                                                  | 7        |
| 10.                                                                | Japán (JPN)                                                        | 0                                                                  | 2                                                                  | 0                                                                  | 2        |
| 11.                                                                | Dánia (DEN)                                                        | 0                                                                  | 1                                                                  | 0                                                                  | 1        |
| 11.                                                                | Ukrajna (UKR)                                                      | 0                                                                  | 1                                                                  | 0                                                                  | 1        |
|                                                                    |                                                                    |                                                                    |                                                                    |                                                                    |          |
| 13.                                                                | Üzbegisztán (UZB)                                                  | 0                                                                  | 0                                                                  | 3                                                                  | 3        |
| 14.                                                                | Fehéroroszország (BLR)                                             | 0                                                                  | 0                                                                  | 2                                                                  | 2        |
| 15.                                                                | Dél-Korea (KOR)                                                    | 0                                                                  | 0                                                                  | 1                                                                  | 1        |
| 15.                                                                | Németország (GER)                                                  | 0                                                                  | 0                                                                  | 1                                                                  | 1        |
| 15.                                                                | Norvégia (NOR)                                                     | 0                                                                  | 0                                                                  | 1                                                                  | 1        |
| 15.                                                                | Olaszország (ITA)                                                  | 0                                                                  | 0                                                                  | 1                                                                  | 1        |
| 15.                                                                | Románia (ROU)                                                      | 0                                                                  | 0                                                                  | 1                                                                  | 1        |
|                                                                    |                                                                    |                                                                    |                                                                    |                                                                    |          |
| Összesen                                                           | Összesen                                                           | 12                                                                 | 12                                                                 | 24                                                                 | 48       |

### Szabadfogású birkózás
| A 2016. évi nyári olimpiai játékok érmesei férfi szabadfogású birkózásban |                                                |                                     |                                          |
| Versenyszám                                                               | Arany                                          | Ezüst                               | Bronz                                    |
| 57 kg                                                                     | Vladimer Khinchegashvili · Grúzia (GEO)        | Higucsi Rei · Japán (JPN)           | Hacı Əliyev · Azerbajdzsán (AZE)         |
| 57 kg                                                                     | Vladimer Khinchegashvili · Grúzia (GEO)        | Higucsi Rei · Japán (JPN)           | Hassan Rahimi · Irán (IRI)               |
| 65 kg                                                                     | Szoszlan Ramonov · Oroszország (RUS)           | Toğrul Əsgərov · Azerbajdzsán (AZE) | Frank Chamizo · Olaszország (ITA)        |
| 65 kg                                                                     | Szoszlan Ramonov · Oroszország (RUS)           | Toğrul Əsgərov · Azerbajdzsán (AZE) | Ikhtiyor Navruzov · Üzbegisztán (UZB)    |
| 74 kg                                                                     | Hasszán Jazdani · Irán (IRI)                   | Anyiuar Gedujev · Oroszország (RUS) | Cəbrayıl Həsənov · Azerbajdzsán (AZE)    |
| 74 kg                                                                     | Hasszán Jazdani · Irán (IRI)                   | Anyiuar Gedujev · Oroszország (RUS) | Soner Demirtaş · Törökország (TUR)       |
| 86 kg                                                                     | Abdulrasid Szadulajev · Oroszország (RUS)      | Selim Yaşar · Törökország (TUR)     | Şərif Şərifov · Azerbajdzsán (AZE)       |
| 86 kg                                                                     | Abdulrasid Szadulajev · Oroszország (RUS)      | Selim Yaşar · Törökország (TUR)     | J’Den Cox · Egyesült Államok (USA)       |
| 97 kg                                                                     | Kyle Frederick Snyder · Egyesült Államok (USA) | Xetaq Qazyumov · Azerbajdzsán (AZE) | Albert Saritov · Románia (ROU)           |
| 97 kg                                                                     | Kyle Frederick Snyder · Egyesült Államok (USA) | Xetaq Qazyumov · Azerbajdzsán (AZE) | Mogamed Ibragimov · Üzbegisztán (UZB)    |
| 125 kg                                                                    | Taha Akgül · Törökország (TUR)                 | Komeil Gászemi · Irán (IRI)         | Ibrahim Szaidav · Fehéroroszország (BLR) |
| 125 kg                                                                    | Taha Akgül · Törökország (TUR)                 | Komeil Gászemi · Irán (IRI)         | Geno Petriasvili · Grúzia (GEO)          |

### Kötöttfogású birkózás
| A 2016. évi nyári olimpiai játékok érmesei férfi kötöttfogású birkózásban |                                        |                                        |                                           |
| Versenyszám                                                               | Arany                                  | Ezüst                                  | Bronz                                     |
| 59 kg                                                                     | Ismael Borrero · Kuba (CUB)            | Óta Sinobu · Japán (JPN)               | Elmurat Taszmuradov · Üzbegisztán (UZB)   |
| 59 kg                                                                     | Ismael Borrero · Kuba (CUB)            | Óta Sinobu · Japán (JPN)               | Stig André Berge · Norvégia (NOR)         |
| 66 kg                                                                     | Davor Štefanek · Szerbia (SRB)         | Migran Arutyunyan · Örményország (ARM) | Shmagi Bolkvadze · Grúzia (GEO)           |
| 66 kg                                                                     | Davor Štefanek · Szerbia (SRB)         | Migran Arutyunyan · Örményország (ARM) | Rəsul Çunayev · Azerbajdzsán (AZE)        |
| 75 kg                                                                     | Roman Vlaszov · Oroszország (RUS)      | Mark Madsen · Dánia (DEN)              | Kim Hjonu (Kim Hyeon-u) · Dél-Korea (KOR) |
| 75 kg                                                                     | Roman Vlaszov · Oroszország (RUS)      | Mark Madsen · Dánia (DEN)              | Saeid Abdevali · Irán (IRI)               |
| 85 kg                                                                     | Davit Chakvetadze · Oroszország (RUS)  | Zsan Belenyuk · Ukrajna (UKR)          | Dzsavid Hamzatav · Fehéroroszország (BLR) |
| 85 kg                                                                     | Davit Chakvetadze · Oroszország (RUS)  | Zsan Belenyuk · Ukrajna (UKR)          | Denis Kudla · Németország (GER)           |
| 98 kg                                                                     | Artur Alekszanján · Örményország (ARM) | Yasmany Lugo · Kuba (CUB)              | Cenk İldem · Törökország (TUR)            |
| 98 kg                                                                     | Artur Alekszanján · Örményország (ARM) | Yasmany Lugo · Kuba (CUB)              | Gászem Rezái · Irán (IRI)                 |
| 130 kg                                                                    | Mijaín López · Kuba (CUB)              | Rıza Kayaalp · Törökország (TUR)       | Sabah Shariati · Azerbajdzsán (AZE)       |
| 130 kg                                                                    | Mijaín López · Kuba (CUB)              | Rıza Kayaalp · Törökország (TUR)       | Szergej Szemjonov · Oroszország (RUS)     |

## Női

### Éremtáblázat
| A 2016. évi nyári olimpiai játékok éremtáblázata női birkózásban | A 2016. évi nyári olimpiai játékok éremtáblázata női birkózásban | A 2016. évi nyári olimpiai játékok éremtáblázata női birkózásban | A 2016. évi nyári olimpiai játékok éremtáblázata női birkózásban | A 2016. évi nyári olimpiai játékok éremtáblázata női birkózásban | Olimpia  |
| ---------------------------------------------------------------- | ---------------------------------------------------------------- | ---------------------------------------------------------------- | ---------------------------------------------------------------- | ---------------------------------------------------------------- | -------- |
|                                                                  | Ország                                                           | Arany                                                            | Ezüst                                                            | Bronz                                                            | Összesen |
| 1.                                                               | Japán (JPN)                                                      | 4                                                                | 1                                                                | 0                                                                | 5        |
| 2.                                                               | Egyesült Államok (USA)                                           | 1                                                                | 0                                                                | 0                                                                | 1        |
| 2.                                                               | Kanada (CAN)                                                     | 1                                                                | 0                                                                | 0                                                                | 1        |
|                                                                  |                                                                  |                                                                  |                                                                  |                                                                  |          |
| 4.                                                               | Oroszország (RUS)                                                | 0                                                                | 2                                                                | 1                                                                | 3        |
| 5.                                                               | Kazahsztán (KAZ)                                                 | 0                                                                | 1                                                                | 2                                                                | 3        |
| 6.                                                               | Azerbajdzsán (AZE)                                               | 0                                                                | 1                                                                | 1                                                                | 2        |
| 7.                                                               | Fehéroroszország (BLR)                                           | 0                                                                | 1                                                                | 0                                                                | 1        |
|                                                                  |                                                                  |                                                                  |                                                                  |                                                                  |          |
| 8.                                                               | Kína (CHN)                                                       | 0                                                                | 0                                                                | 2                                                                | 2        |
| 8.                                                               | Svédország (SWE)                                                 | 0                                                                | 0                                                                | 2                                                                | 2        |
| 10.                                                              | Bulgária (BUL)                                                   | 0                                                                | 0                                                                | 1                                                                | 1        |
| 10.                                                              | India (IND)                                                      | 0                                                                | 0                                                                | 1                                                                | 1        |
| 10.                                                              | Lengyelország (POL)                                              | 0                                                                | 0                                                                | 1                                                                | 1        |
| 10.                                                              | Tunézia (TUN)                                                    | 0                                                                | 0                                                                | 1                                                                | 1        |
|                                                                  |                                                                  |                                                                  |                                                                  |                                                                  |          |
| Összesen                                                         | Összesen                                                         | 6                                                                | 6                                                                | 12                                                               | 24       |

### Szabadfogású birkózás
| A 2016. évi nyári olimpiai játékok érmesei női szabadfogású birkózásban |                                         |                                         |                                             |
| Versenyszám                                                             | Arany                                   | Ezüst                                   | Bronz                                       |
| 48 kg                                                                   | Tószaka Eri · Japán (JPN)               | Mariya Stadnik · Azerbajdzsán (AZE)     | Szun Jen-an (Sun Yanan) · Kína (CHN)        |
| 48 kg                                                                   | Tószaka Eri · Japán (JPN)               | Mariya Stadnik · Azerbajdzsán (AZE)     | Elica Jankova · Bulgária (BUL)              |
| 53 kg                                                                   | Helen Maroulis · Egyesült Államok (USA) | Josida Szaori · Japán (JPN)             | Natalja Szinisin · Azerbajdzsán (AZE)       |
| 53 kg                                                                   | Helen Maroulis · Egyesült Államok (USA) | Josida Szaori · Japán (JPN)             | Sofia Mattsson · Svédország (SWE)           |
| 58 kg                                                                   | Icsó Kaori · Japán (JPN)                | Valerija Zsolobova · Oroszország (RUS)  | Marwa Amri · Tunézia (TUN)                  |
| 58 kg                                                                   | Icsó Kaori · Japán (JPN)                | Valerija Zsolobova · Oroszország (RUS)  | Száksi Malik · India (IND)                  |
| 63 kg                                                                   | Kavai Riszako · Japán (JPN)             | Marija Mamasuk · Fehéroroszország (BLR) | Yekaterina Larionova · Kazahsztán (KAZ)     |
| 63 kg                                                                   | Kavai Riszako · Japán (JPN)             | Marija Mamasuk · Fehéroroszország (BLR) | Monika Michalik · Lengyelország (POL)       |
| 69 kg                                                                   | Dosó Szara · Japán (JPN)                | Natalja Vorobjova · Oroszország (RUS)   | Elmira Syzdykova · Kazahsztán (KAZ)         |
| 69 kg                                                                   | Dosó Szara · Japán (JPN)                | Natalja Vorobjova · Oroszország (RUS)   | Jenny Fransson · Svédország (SWE)           |
| 75 kg                                                                   | Erica Wiebe · Kanada (CAN)              | Gjuzel Manyurova · Kazahsztán (KAZ)     | Csang Feng-liu (Zhang Fengliu) · Kína (CHN) |
| 75 kg                                                                   | Erica Wiebe · Kanada (CAN)              | Gjuzel Manyurova · Kazahsztán (KAZ)     | Jekatyerina Bukina · Oroszország (RUS)      |